# Marston Moretaine
Marston Moretaine (o Marston Moreteyne) è un paese di 4 556 abitanti della contea del Bedfordshire, in Inghilterra. Il villaggio si trova tra le città di Bedford e Milton Keynes.

## Storia
Marston Moretaine viene menzionato per la prima volta nel 969 nei Privilegi anglosassoni con il nome di Mercstuninga. Il paese ricompare poi nel Domesday Book del 1086 con il nome di Merestone. Il nome deriva dall'inglese antico mersc-tūn che significa 'città o insediamento presso una palude'. Il nome apparteneva alla famiglia dei Moretaine, originaria di Mortain in Normandia, Francia.
Nel 2018 il paese cambiò nome da Marston Moretaine a Marston Moreteyne dopo una consultazione del Comune del Bedfordshire.
A Marston Moretaine ha vissuto il soldato britannico Tom Moore.